# Lully (Friburgo)
Lully é uma comuna da Suíça, localizada no Cantão de Friburgo, com 954 habitantes, de acordo com o censo de 2010 . Estende-se por uma área de 5,5 km², de densidade populacional de 173 hab/km². Confina com as seguintes comunas: Estavayer-le-Lac, Font, Les Montets e Seiry.
A língua oficial nesta comuna é o francês.

## Idiomas
De acordo com o censo de 2000, a maioria da população fala francês (88,7%), sendo o alemão a segunda língua mais comum, com 6,1%, e o italiano a terceira, com 3,6%.